# Pentatlo moderno nos Jogos Pan-Americanos de 2019 - Revezamento misto
A competição do revezamento misto do pentatlo moderno nos Jogos Pan-Americanos de 2019 foi disputada em 30 de julho de 2019 na Escola Militar de Chorrillos, em Lima, com 13 equipes. 

## Calendário
| Data        | Hora  | Fase                          |
| ----------- | ----- | ----------------------------- |
| 30 de julho | 9:00  | Esgrima                       |
| 30 de julho | 13:00 | Natação                       |
| 30 de julho | 14:00 | Esgrima (bonificação)         |
| 30 de julho | 15:15 | Hipismo                       |
| 30 de julho | 16:45 | Evento combinado tiro/corrida |

## Medalhistas
| Ouro   | USA Amro El-Geziry e Isbella Isaksen   |
| Prata  | CUB Jose Ricardo Figueroa e Leydi Moya |
| Bronze | GUA Charles Fernandez e María Diéguez  |

## Resultados
| Pos.              | Atleta                                 | Nacionalidade            | Natação Tempo(pts) | Esgrima Vitórias(pts) | Hipismo Tempo(pts) | Combinação Tempo(pts) | Pontos |
| ----------------- | -------------------------------------- | ------------------------ | ------------------ | --------------------- | ------------------ | --------------------- | ------ |
| Medalha de ouro   | Amro El-Geziry Isbella Isaksen         | USA Estados Unidos       | 1:59.99 (311)      | 39 + 2 (272)          | 106.76 (290)       | 11:46.00 (594)        | 1467   |
| Medalha de prata  | Jose Ricardo Figueroa Leydi Moya       | CUB Cuba                 | 2:02.94 (305)      | 35 + 1 (255)          | 116.07 (266)       | 11:11.00 (629)        | 1455   |
| Medalha de bronze | Charles Fernandez María Diéguez        | GUA Guatemala            | 2:01.52 (307)      | 31 + 0 (238)          | 118.78 (271)       | 11:14.00 (626)        | 1442   |
| 4                 | Manuel Lazcano Mariana Gutierrez       | MEX México               | 2:04.61 (301)      | 34 + 1 (251)          | 130.84 (256)       | 11:19.00 (621)        | 1429   |
| 5                 | Felipe Nascimento Maria Iêda Guimarães | BRA Brasil               | 2:04.83 (301)      | 22 + 2 (204)          | 101.38 (295)       | 11:41.00 (599)        | 1399   |
| 6                 | Leandro Nicolas Silva Pamela Zapata    | ARG Argentina            | 2:07.00 (296)      | 28 + 2 (228)          | 117.98 (272)       | 11:48.00 (592)        | 1388   |
| 7                 | Joel Riker-Fox Kelly Fitzsimmons       | CAN Canadá               | 2:06.37 (298)      | 22 + 0 (202)          | 118.68 (278)       | 12:23.00 (557)        | 1335   |
| 8                 | Gabriel Bido Cecilia Hernandez         | DOM República Dominicana | 2:09.05 (292)      | 26 + 0 (208)          | 106.88 (283)       | 12:40.00 (540)        | 1323   |
| 9                 | Andrés Robles Lourdes Hernandez        | ECU Equador              | 2:03.99 (303)      | 18 + 0 (186)          | 116.55 (273)       | 12:39.00(541)         | 1303   |
| 10                | Jesús Sthenchs Fátima Casas            | BOL Bolívia              | 2:18.02 (274)      | 20 + 2 (196)          | 147.95 (249)       | 12:44.00 (536)        | 1255   |
| 11                | Juan Montero Tony Espinoza             | PER Peru                 | 2:24.04 (262)      | 8 + 3 (139)           | 97.24 (292)        | 13:19.00 (501)        | 1194   |
| 12                | Benjamín Jaque María José Borbalan     | CHI Chile                | 2:15.79 (279)      | 19 + 0 (190)          | DNS                | DNS                   | 469    |
| 13                | Luis Matallan Valentina Buitrago       | COL Colômbia             | 2:17.95 (275)      | 8 + 0 (146)           | DNS                | DNS                   | 421    |